# 广州科学城
广州科学城（Guangzhou Science City）是位于广州市的一个集IT研发和外包生产等用途工业园区，于1998年启动。广州科学城于2011年成为“羊城新八景”之一。

## 位置
广州科学城是广州高新技术产业开发区的核心，属黄埔区联和街道，它的面积是37.5平方公里。东边是开发区东区，北边是白云区，南边是珠江，西边是广州新城市中心珠江新城。广州总部经济最为集聚、创新活力最为强劲的区域。